# Ameripodius
Ameripodius — вимерлий куроподібний птах вимерлої родини Quercymegapodiidae. Рід існував в олігоцені та міоцені. Скам'янілі рештки роду знайдені у Бразилії та Франції.

## Види
- Ameripodius alexis Mourer-Chauviré, 2000
- Ameripodius silvasantosi Alvarenga, 1995